# 엘리너 오스트롬
엘리너 오스트롬(Elinor Ostrom, 1933년 8월 7일 ~ 2012년 6월 12일)은 미국의 정치학자, 경제학자이다.

## 생애
오스트롬은 미국 캘리포니아주 로스앤젤레스에서 출생했으며, 결혼 전 성은 Awan이다. 1951년 베벌리힐스고등학교를 거쳐, UCLA에서 정치학 학사, 석사, 박사 학위를 취득했다. 1965년부터 인디애나 대학교에서 재직하였다. 미국정치학회(American Political Science Association) 회장을 역임했으며 인디애나 대학교 정치학과에서 석좌교수가 되었다. 2006년부터는 애리조나 주립대학교에서 연구교수를 겸임하였다. 인디애나 대학교에서 남편 빈센트 오스트롬과 함께 많은 연구업적을 남겼다. 2009년 여성으로는 최초로 노벨 경제학상을 수상했다. 스웨덴 왕립과학원은 오스트롬을 수상자로 선정하며 "경제 거버넌스 분석을 통해 공공의 자산이 다수의 경제 주체들에 의해 어떻게 성공적으로 활용될 수 있는지를 보여주었다."고 평가했다..
그가 주도적으로 설립한 연구소들은 인디애나 대학교의 The Workshop in Political Theory and Policy Analysis (1973년)와 애리조나 주립대학교의 Center for the Study of Institutional Diversity (2006년)가 있다. 그녀가 배출한 한국인 박사로는 황수익(서울대학교 정치외교학부 명예교수), 이명석 (성균관대학교 행정학과 교수), 안도경(서울대학교 정치외교학부 교수) 등이 있다. 대표적인 저서로는 Governing the Commons (1990), Rules, Games, and Common-Pool Resources (1994, 공저: Roy Gardner, Jimmy Walker), Understanding Institutional Diversity (2005), Working Together:Collective Action, the Commons, and Multiple Methods in Practice (2010, 공저: Amy Poteete, Marco Janssen)가 있다.
2012년 췌장암으로 사망했다.

## 학력
- 캘리포니아 대학교 로스앤젤레스 정치학 학사 (1954)
- 캘리포니아 대학교 로스앤젤레스 정치학 석사 (1962)
- 캘리포니아 대학교 로스앤젤레스 정치학 박사 (1965)

## 업적
다양한 제도적 장치가 공유재를 관리하고 사용하는 개인들의 선택과 행동에 미치는 영향을 연구하였다. 특히, 정부의 간섭 없이 개인들이 자치적으로 사회문제를 해결할 수 있는 조건과 가능성을 연구하였다.

## 연구
오스트롬의 초기 연구는 공공재와 공공서비스 생산에 영향을 미치는 결정들에서 공공선택의 역할들에 강조를 두었다. 이 영역에서 좀 더 알려진 그녀의 연구로는 세인트 루이스 지역 경찰 기능의 다중심성에 대한 연구가 있다. 이후에 그녀가 수행한 더 유명한 연구는 인간이 지속가능한 자원 생산을 위해 생태계와 어떻게 상호작용해야 하는가에 관한 것이다. 공유자원(Common Pool Resources)은 삼림, 수산, 원유, 목축지 그리고 관개 시스템 등을 포함한다. 그녀는 아프리카 주민들에 의한 목축지 관리와 네팔의 서부 마을(Dang마을)에서 관개 시스템 관리에 대한 연구를 수행했다. 일부 시도들은 성공을 거두지 못했으나, 그녀는 천연자원을 관리하고 생태계 붕괴를 막기 위한 다양한 제도적 시도들을 사회가 어떻게 개발할 수 있는지에 대한 연구를 계속했다. 그녀의 작업은 인간-생태계 상호작용의 다면적인 성질을 강조했고, 따라서 각 사회생태 시스템에 대해 국가 또는 시장만이 공유자원문제를 해결할 수 있는 만병통치약이라는 국가-시장의 이분법적인 접근법들에 대해 반대하고, 자치(self-governance)를 통해 공유자원문제를 해결할 수 있음을 강조하였다.

## 같이 보기
- 제도분석틀